# Helosciadium crassipes
Helosciadium crassipes är en flockblommig växtart som beskrevs av Wilhelm Daniel Joseph Koch och Heinrich Gottlieb Ludwig Reichenbach. Helosciadium crassipes ingår i släktet krypflokor, och familjen flockblommiga växter. Inga underarter finns listade i Catalogue of Life.